# Arkady Fiedler
Arkady Fiedler (28. listopadu 1894, Poznaň, Německé císařství – 7. března 1985, Puszczykowo, Polsko) byl polský spisovatel, novinář, zoolog a cestovatel.

## Život
Arkady Fiedler vystudoval reálné gymnázium v Poznani a pak studoval filosofii a přírodní vědy na Jagellonské univerzitě v Krakově. Studium bylo přerušeno vypuknutím světové války. Byl povolán do německé armády a bojoval v oblastech Velkopolska. V letech 1918–1919 se podílel na Velkopolském povstání, díky kterému bylo Velkopolsko připojeno k nově vzniklé Polské republice. Stal se nadporučíkem četnictva a byl jmenován vedoucím organizačního oddělení Národního policejního ředitelství.
Po skončení války pokračoval ve studiu na univerzitě v Poznani a v letech 1922–1923 vystudoval Akademii grafických umění v Lipsku. Od roku 1927 procestoval jako zoolog řadu zemí, kde sbíral exponáty pro polská muzea a poznával tamější život a kulturu. O svých cestách pak psal cestopisy a reportáže oblíbené zejména mezi mládeží, protože v nich spojoval poznatky s dobrodružným syžetem.
Za druhé světové války byl důstojníkem polských ozbrojených sil ve Francii a Anglii. Roku 1946 se vrátil zpět do Polska a usadil se v Puszczykówu u Poznaně, kde v roce 1974 založil ve svém domě muzeum věnované jeho literární činnosti.
Jeho knihy byly přeloženy do mnoha jazyků. Seznamuje v nich čtenáře se zážitky ze svých cest (Brazílie, Peru, Kanada, Madagaskar, Tahiti, Trinidad, Guyana, Mexiko, Gruzie, Vietnam, Laos, Kambodža, Sibiř,Guinea, Ghana, Nigérie, Západní Afrika), se zajímavou přírodou, neznámými domorodými kmeny i zaniklými civilizacemi. Za své dílo obdržel mimo jiné roku 1974 Cenu předsedy vlády za tvorbu pro děti a mládež, roku 1978 Státní cenu 1. stupně za celoživotní dílo a roku 1979 Řád budovatelů lidového Polska.

## Dílo

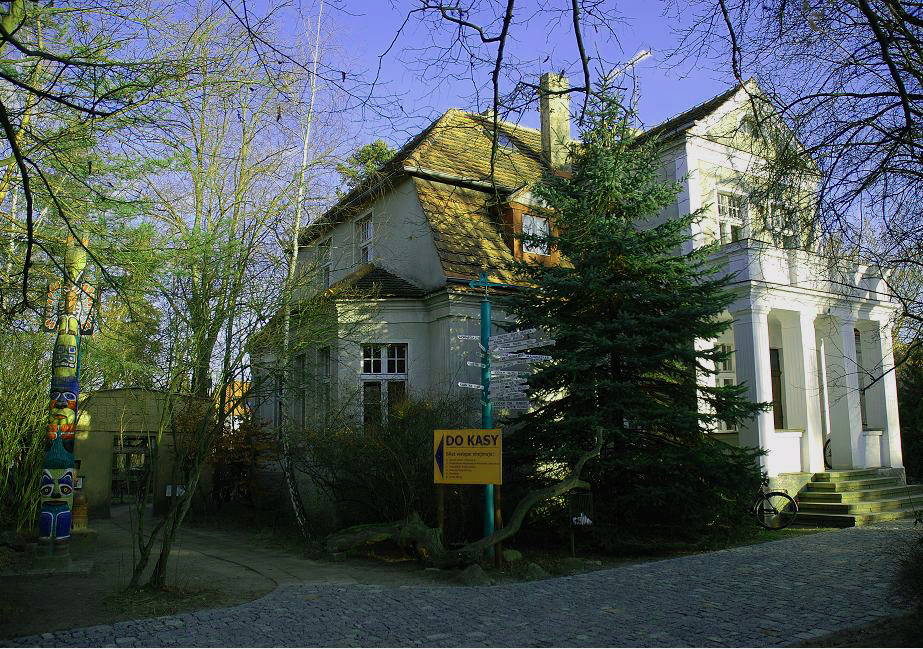
Muzeum Arkadyho Fiedlera
v Puszczykowu u Poznaně

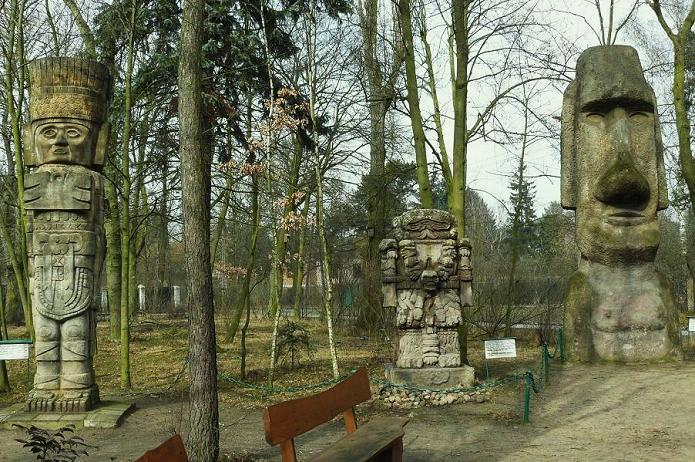
Muzeum Arkadyho Fiedlera

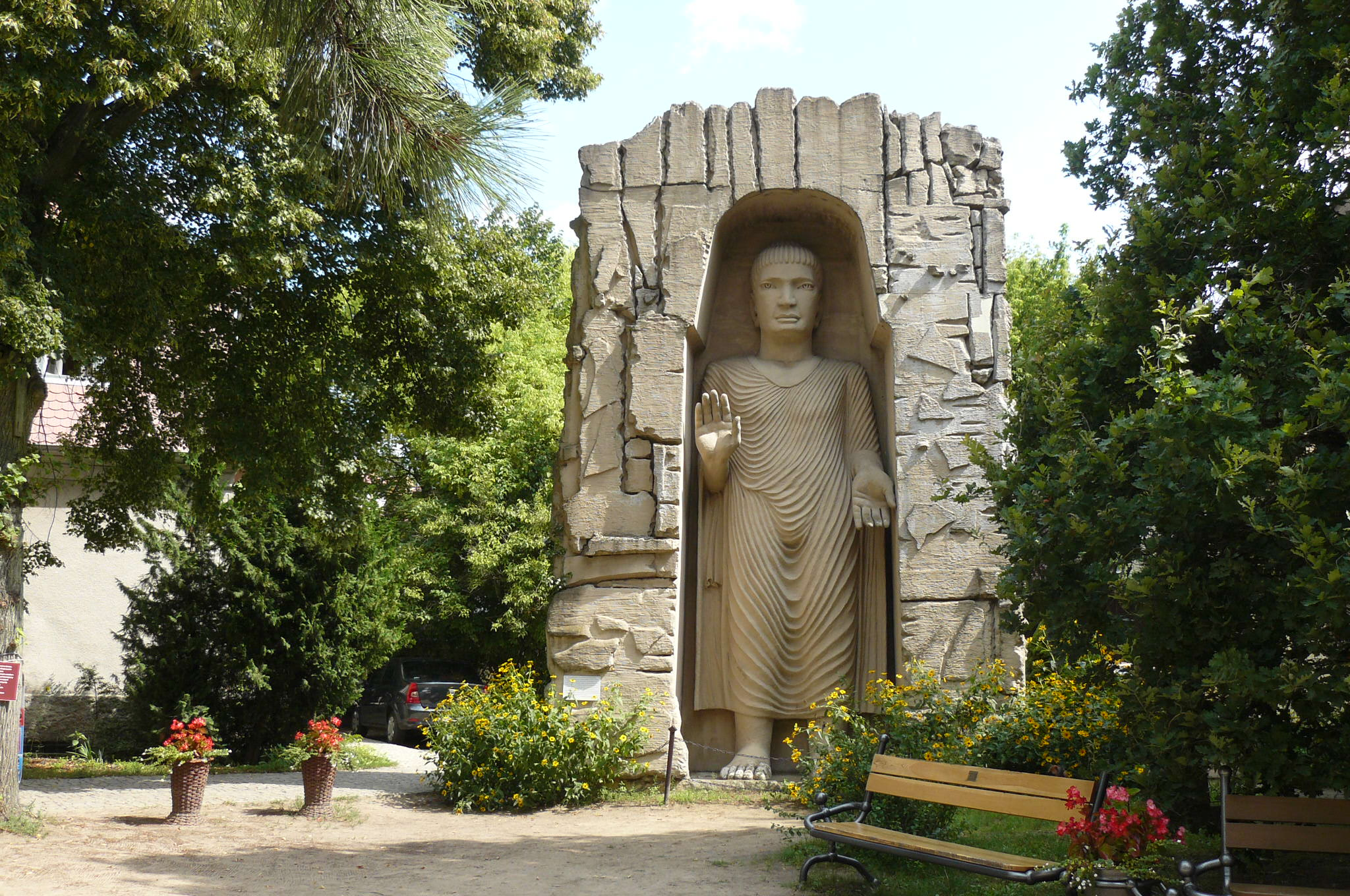
Muzeum Arkadyho Fiedlera

- Czerwone światło ogniska (1917, Červené světlo táboráku), cyklus veršů publikovaný v poznaňském časopise Zdrój.
- Przez wiry i porohy Dniestru (1926, Přes víry a peřeje Dněstru).
- Bichos, moi brazylijscy przyjaciele (1931)
- Wśród Indian Koroadów (1932)
- Kanada pachnąca żywicą (1935, Kanada voní psykyřicí), kniha o osídlování Kanady, o hrdinských osudech domorodých Indiánů i o podlých a zbabělých dobrodruzích.
- Ryby śpiewają w Ukajali (1935, Ryby zpívají v Ukajali), vyprávění o autorově cestě povodím Amazonky a východní částí Peru.
- Zwierzęta z lasu dziewiczego (1936)
- Zdobywamy Amazonkę (1937, Dobýváme Amazonku)
- Jutro na Madagaskar (1939, Zítřek na Madagaskaru)
- Dywizjon 303 (1942, Divize 303), reportáže o polské 303. stíhací peruti britského Královského letectva za druhé světové války.
- Dziękuję ci, kapitanie (1944, Děkuji ti, kapitáne), reportáže o polských námořnících za druhé světové války.
- Żarliwa wyspa Beniowskiego (1946)
- Radosny ptak Drongo (1946)
- Rio de Oro (1950)
- Mały Bizon (1952, Malý Bizon), kniha o utrpení indiánského kmene, který je hrabivostí a záludností bílých zatlačován do neúrodných krajů a zbídačován i o boji za znovudobytí ztracené svobody.
- Gorąca wieś Ambinanitelo (1953)
- Wyspa Robinsona (1954, Robinsonův ostrov), dobrodružný román pro mládež o pirátech a otrokářích v Karibském moři v 18. století.
- Orinoko (1957), pokračování románu Robinsonův ostrov odehrávající se v pralesích Jižní Ameriky.
- Wyspa kochających lemurów (1957)
- Dzikie banany (1960, Divoké banány), reportáže z Vietnamské demokratické republiky.
- Nowa przygoda – Gwinea (1962, Guinea – nové dobrodružství), cestopis.
- I znowu kusząca Kanada (1965, A znovu vábivá Kanada), česky jako Indiáni, bizoni, štiky, aneb, Opět Kanada vonící pryskyřicí.
- Spotkałem szczęśliwych Indian (1968, Potkal jsem šťastné Indiány)
- Madagaskar, okrutny czarodziej (1969, Madagaskar, krutý čaroděj)
- Piękna, straszna Amazonia (1971, Krásná, strašná Amazonie), česky jako  Z brazilských pralesů.
- Mój ojciec i dęby (1973, Můj otec a duby), autobiografie – 1. část.
- Wiek męski-zwycięski (1976, Věk mužný-vítězný), autobiografie – 2. část.
- Biały Jaguar (1980, Bílý jaguár), pokračování románů Robinsonův ostrov a Orinoko
- Indiański Napoleon Gór Skalistych (1982), společně se synem Markem Fiedlerem.
- Motyle mego życia (1983)
- Ród Indian Algonkinów (1984), společně se synem Markem Fiedlerem.
- Zwierzęta mego życia (1985)
- Kobiety mej młodości (1989, Ženy mého mládí), posmrtně.

## Česká vydání

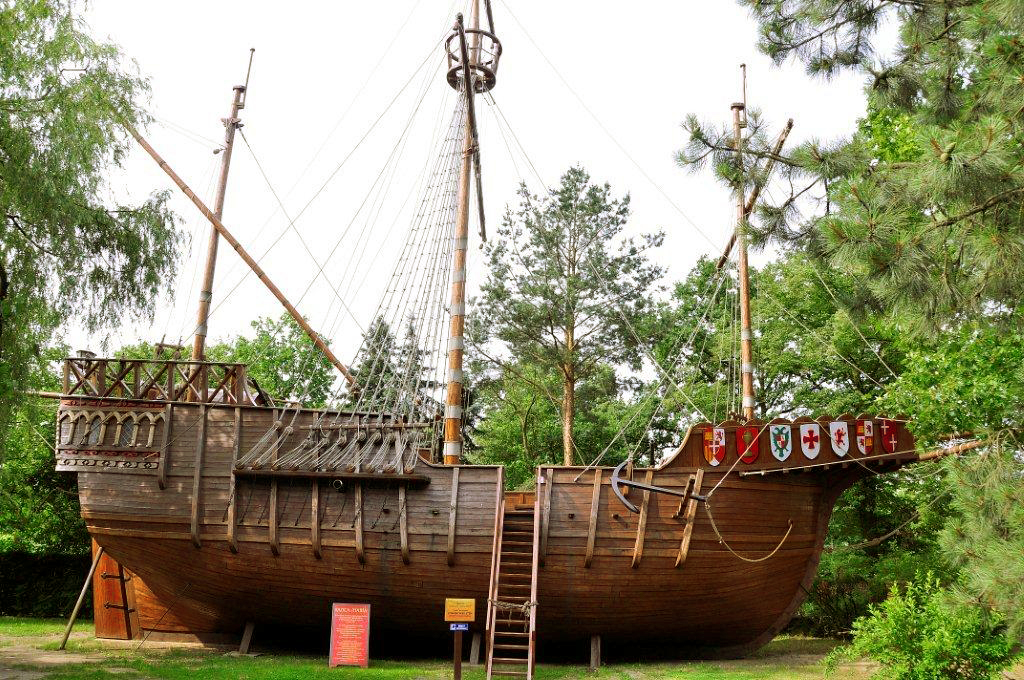
Kopie Kolumbovy lodi Santa María v muzeu Arkadyho Fiedlera

- Ryby zpívají v Ukajali, Mladá fronta, Praha 1957, přeložila Irena Dvořáková, znovu 1960.
- Kanada voní pryskyřicí, Mladá fronta, Praha 1958, přeložila Irena Dvořáková.
- Malý Bizon, Mladá fronta, Praha 1959, přeložila Irena Dvořáková.
- Robinsonův ostrov, Mladá fronta, Praha 1960, přeložila Irena Dvořáková, znovu 1963.
- Orinoko, Mladá fronta, Praha 1961, přeložila Irena Dvořáková.
- Divoké banány, Mladá fronta, Praha 1963, přeložila Irena Dvořáková.
- Guinea – nové dobrodružství, Mladá fronta, Praha 1965, přeložila Irena Dvořáková.
- Indiáni, bizoni, štiky, aneb, Opět Kanada vonící pryskyřicí, Mladá fronta, Praha 1972, přeložila Irena Dvořáková.
- Z brazilských pralesů, Orbis, Praha 1974 , přeložila Helena Stachová.
- Madagaskar, krutý čaroděj, Mladá fronta, Praha 1976, přeložila Irena Dvořáková.
- Bílý jaguár, Mladá fronta, Praha 1981, přeložila Irena Dvořáková.
- Můj otec a duby, Mladá fronta, Praha 1982, přeložila Irena Dvořáková, obsahuje i druhou část autobiografie Věk mužný-vítězný.